# Marco Kroon
Marinus Johannes (Marco) Kroon, RMWO ('s-Hertogenbosch, 15 juli 1970) is een Nederlandse officier met de rang van majoor bij de Koninklijke Landmacht en de eerste militair sinds 1955 die is onderscheiden met de Militaire Willems-Orde, de hoogste onderscheiding van Nederland. Hij kreeg die onderscheiding in 2009 voor moedig optreden en leidinggeven als officier bij vuurgevechten in Afghanistan. In 2011 werd hij veroordeeld voor verboden wapenbezit, en in 2019 volgde een veroordeling wegens wildplassen en mishandeling van een politieagent.

## Militaire loopbaan
Kroon groeide op in zijn geboorteplaats Den Bosch en behaalde in 1989 zijn havo-diploma aan het Sint-Janslyceum.
Op 7 augustus 1989 begon hij zijn militaire loopbaan als marinier algemeen bij het Korps Mariniers. In 1991 werd hij uitgezonden in het kader van Operatie Provide Comfort, de humanitaire operatie voor in nood verkerende Koerden in Noord-Irak. Na deze uitzending werd hij voor een jaar geplaatst bij de Marinierskazerne Savaneta op Aruba. In 1993 werd hij voor de tweede keer uitgezonden, nu als opvolgend geweergroepscommandant bij een van de Nederlandse marinierseenheden voor de United Nations Transitional Authority in Cambodia (UNTAC) in Cambodja.
Na deze uitzending stapte hij over naar de landmacht. Hier startte hij met de onderofficiersopleiding Infanterie op de Koninklijke Militaire School te Weert. Na de opleiding begon hij in 1995 als groepscommandant bij het 17 Pantserinfanteriebataljon (Garderegiment Fuseliers Prinses Irene) te Oirschot. Met deze eenheid vertrok hij in 1996 voor zes maanden naar Bosnië. Hier gaf hij leiding aan een infanteriegroep.
In 1998 maakte hij de overstap naar het Korps Commandotroepen (KCT) te Roosendaal. Na het als "best man" voltooien van de Elementaire Commando Opleiding (ECO) om voor de commando's kenmerkende groene baret te mogen dragen, vervulde hij een leidinggevende functie binnen het KCT. In 2000 vertrok hij weer naar Bosnië, deze keer als lid van de Joint Commissioned Observer-missie. Na de missie vertrok Kroon naar de Koninklijke Militaire Academie te Breda om officier te worden. Na de opleiding keerde hij terug als pelotonscommandant bij het 17de pantserinfanteriebataljon. In 2003 vertrok hij met deze eenheid voor een derde uitzending naar Bosnië. Deze keer als pelotonscommandant in de Stabilization Force (SFOR) missie.
In 2004 keerde hij terug bij het Korps Commandotroepen te Roosendaal als pelotonscommandant bij 108 Commandotroepen Compagnie. Hier vervulde hij diverse leidinggevende functies. Als pelotonscommandant werd hij meerdere keren uitgezonden. Hij nam deel aan de multinationale troepenmacht in Irak in 2004 en werd driemaal uitgezonden naar Afghanistan (2005, 2006 en 2007).
Hij werd stafofficier werkzaam op het kenniscentrum van het Korps Commandotroepen. Hier droeg hij zijn kennis en ervaring over aan collega-commando's en hielp hij met de invulling van (toekomstige) vaktechnische ontwikkelingen voor het Korps Commandotroepen.
In 2011 was hij aanwezig bij het aftreden van generaal David Petraeus in Washington. Hij presenteerde de generaal met een horloge als dank voor zijn werk als bevelhebber van ISAF.
Op 12 juli 2012 nam Kroon het commando over van de Charlie 'Beren' Compagnie van 17 Pantserinfanteriebataljon Garderegiment Fuseliers Prinses Irene (17 Painfbat).
Op 4 november 2013 keerde Kroon terug naar het Korps Commandotroepen in Roosendaal. In november 2014 werd hij bevorderd tot majoor en geplaatst bij het Land Training Centre in Amersfoort

### Geweldsincident
Aanvang 2018 kwam naar buiten dat het Openbaar Ministerie (OM) een onderzoek ingesteld had naar een geweldsincident uit 2007 in Afghanistan, waarbij Kroon betrokken was. Kroon gaf aan dat hij een vijand gedood had die hem eerder tijdens een geheime operatie gevangen genomen had en hem hardhandig verhoord, mishandeld en vernederd zou hebben. In november 2018 meldde hij voor het eerst dat hij tevens verkracht zou zijn. Nadat Kroon om onduidelijke redenen was vrijgelaten, zou hij de man op zijn beurt gevangen hebben willen nemen. Volgens Kroon kwam hij de man daarna per toeval tegen. Toen de man naar een vuurwapen greep, schoot Kroon zijn geweer op hem leeg. Het voorval had hij naar eigen zeggen altijd voor zichzelf gehouden, omdat de operatie geheim was. Hij meldde het voorval pas begin 2017 bij Defensie, die in januari 2018 het OM inschakelde.
Naar aanleiding van de openbaarmaking van Kroon stelde het programma Nieuwsuur een onderzoek in. De aan het licht gebrachte feiten zouden op 24 februari openbaar gemaakt worden. De bevindingen werden voor wederhoor voorgelegd aan het ministerie van Defensie. Daarop heeft minister Bijleveld de hoofdredacteur van het programma uitdrukkelijk verzocht niet over te gaan tot publicatie omdat enkele feiten en details mensenlevens in gevaar zouden kunnen brengen.
Kroon was in 2007 op inlichtingenmissie in de Afghaanse hoofdstad Kabul.
In het boek Kroongetuige, uitgegeven in november 2018, beschrijft Kroon gedetailleerd wat volgens hem gebeurd is voorafgaand aan het geweldincident.
Het Openbaar Ministerie heeft na een onderzoek van een jaar geen bewijzen gevonden die het verhaal ondersteunen en heeft daarom het onderzoek stop gezet. Door de top van Defensie wordt rekening gehouden met het idee dat het verhaal ten minste deels verzonnen is.

## Militaire Willems-Orde

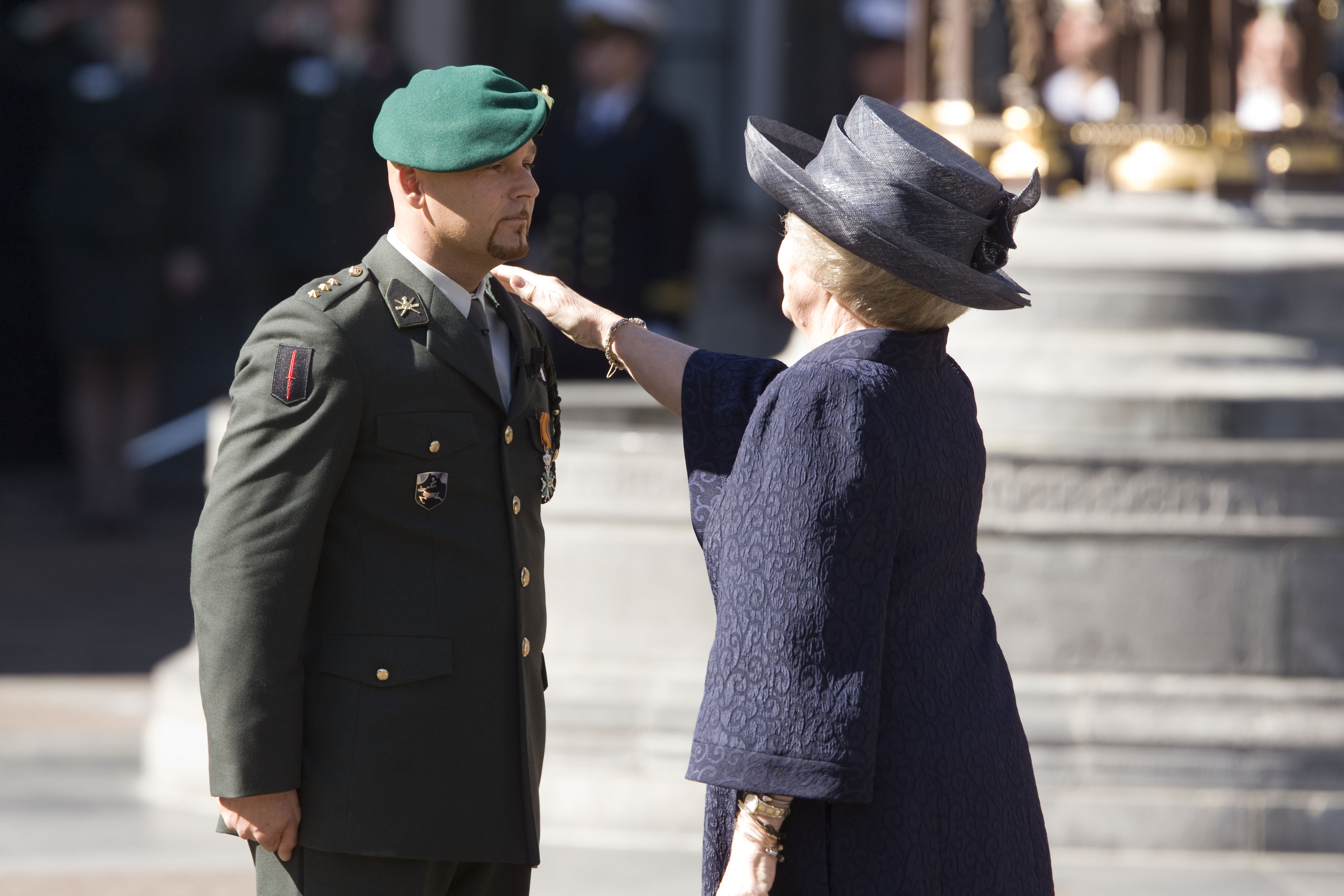
Kroon wordt door koningin Beatrix tot ridder geslagen

Van maart tot augustus 2006 werd Kroon, die toen nog luitenant was, als pelotonscommandant naar de Afghaanse provincie Uruzgan uitgezonden. Zijn taak was om het gebied te verkennen, zodat de Task Force Uruzgan kon worden opgebouwd. Tijdens een negendaagse patrouille stuitte Kroon per toeval op een groep Talibanstrijders. Tijdens het daarop volgende vuurgevecht vroeg hij voor de eigen positie luchtsteun aan; hij liet zijn manschappen in dekking gaan en loodste zelf de Amerikaanse gevechtsvliegtuigen naar de vijand toe.
Later wist hij vanuit een Afghaans huis diverse nachtelijke aanvallen van de Taliban af te slaan. Onder de leden van het peloton van Kroon vielen die nacht geen slachtoffers, wel onder de Talibanstrijders. Bij daglicht gingen Kroon en zijn mannen op zoek naar de overleden Talibanstrijders om informatie over hun identiteit te achterhalen. Er dreigde "normvervaging" onder de militairen, aldus Kroon in een artikel in het dagblad NRC Handelsblad. Kroon zag erop toe dat de gewonde Talibanstrijders werden verzorgd en gaf bevel de gedode Talibanstrijders op zijn minst toe te dekken. De "antipathie" na deze nacht noemt Kroon "begrijpelijk". Toch zul je als commandant op zulke momenten krachtig moeten optreden, aldus Kroon in NRC Handelsblad. Daarnaast nam Kroon een gevecht over van een coalitiegenoot, zodat die een gewonde kon afvoeren en leidde hij zijn peloton vechtend uit een hinderlaag, terwijl zijn eigen boordschutter gewond was. Tijdens alle gevechten waaraan hij deelnam, kwam niemand aan eigen zijde om het leven.
Deze acties en ook zijn algehele optreden als leidinggevende waren voor zijn collega's en meerderen de reden om hem voor de Militaire Willems-Orde voor te dragen. Na twee en een half jaar onderzoek werd deze hem op 10 februari 2009 toegekend. Op 29 mei 2009 werd hij tot Ridder der Militaire Willems-Orde 4e Klasse geslagen.
De NOS bracht in een vijf kwartier durende uitzending op 29 mei 2009 verslag uit van de uitreiking van de Willems-Orde. Koningin Beatrix beargumenteerde de uitreiking hierbij als volgt: "Hij krijgt deze onderscheiding niet voor één enkele actie, maar voor zijn optreden als leider, als militair en als mens tijdens de hele missie".

## Strafzaken en aangifte

### Wapenbezit
Naast zijn voltijdse functie bij Defensie runde Kroon met zijn partner café 'Vinny's' in zijn voormalige woonplaats. Op 30 januari 2010 werd bekend dat het Openbaar Ministerie een onderzoek naar hem heeft ingesteld op verdenking van overtreding van de Opiumwet en de wet wapens en munitie.
Op 4 april 2011 begon voor de rechtbank Arnhem de inhoudelijke behandeling van de strafzaak tegen Kroon. De militaire meervoudige kamer van de rechtbank had hier vier dagen voor ingepland: 4, 5, 11 en 12 april. Kroon stond terecht wegens vermeend drugs- en wapenbezit. Tijdens de eerste zittingsdag werd duidelijk dat op Kroons borstharen, op zijn jas en in zijn broekzakken mogelijk sporen van cocaïne zijn gevonden. Een schikking voor het bezit van en doorgeven aan anderen van stroomstootwapens, waarbij het Openbaar Ministerie zou afzien van vervolging als Kroon bezit en gebruik van cocaïne zou toegeven, werd door Kroon afgewezen. Het OM beschuldigde Kroon ervan op vier verschillende data cocaïne in bezit te hebben gehad, wat de rechtbank echter niet aannam. Kroon maakte bekend dat hij zijn Militaire Willems-Orde zou inleveren als hij schuldig zou worden bevonden. Op 22 april 2011 werd Kroon vrijgesproken van drugsbezit, omdat het door het Nederlands Forensisch Instituut geleverde bewijsmateriaal ondeugdelijk was. Hij werd wel veroordeeld voor het bezit van vier stroomstootwapens, waarvan hij er drie heeft doorgeleverd. Zijn advocaat in deze zaak was Geert-Jan Knoops. Deze verweet het OM te veel publiciteit voor de zaak te hebben gezocht.

### Wildplassen en mishandeling
Op carnavalszondag in Den Bosch, op 3 maart 2019, volgde een incident waarbij Kroon door politieagenten werd aangesproken op wildplassen in de openbare ruimte. Na dit aanspreken zou Kroon de dienstdoende agenten onheus hebben bejegend, beledigd en mishandeld. Kroon werd hiervoor aangehouden en het Openbaar Ministerie besloot Kroon daarop te vervolgen. Een van de agenten claimt shockschade voor het zien van Kroons penis. De rechter heeft de zaak verwezen naar de meervoudige militaire kamer.
Vanwege de ernst van deze beschuldigingen besloot het ministerie van Defensie in april 2019 Kroon te schorsen. Dat betekende dat hij voorlopig zijn werk niet mocht doen en geen uniform mocht dragen. In november 2019 zou hij zich verantwoorden, opnieuw bijgestaan door advocaat Knoops. Hij werd verdacht van wildplassen, schennis van de eerbaarheid en een daaropvolgende mishandeling van een politieagent. Hij ontkende een kopstoot te hebben uitgedeeld. Door het OM werd een taakstraf van 100 uur geëist.

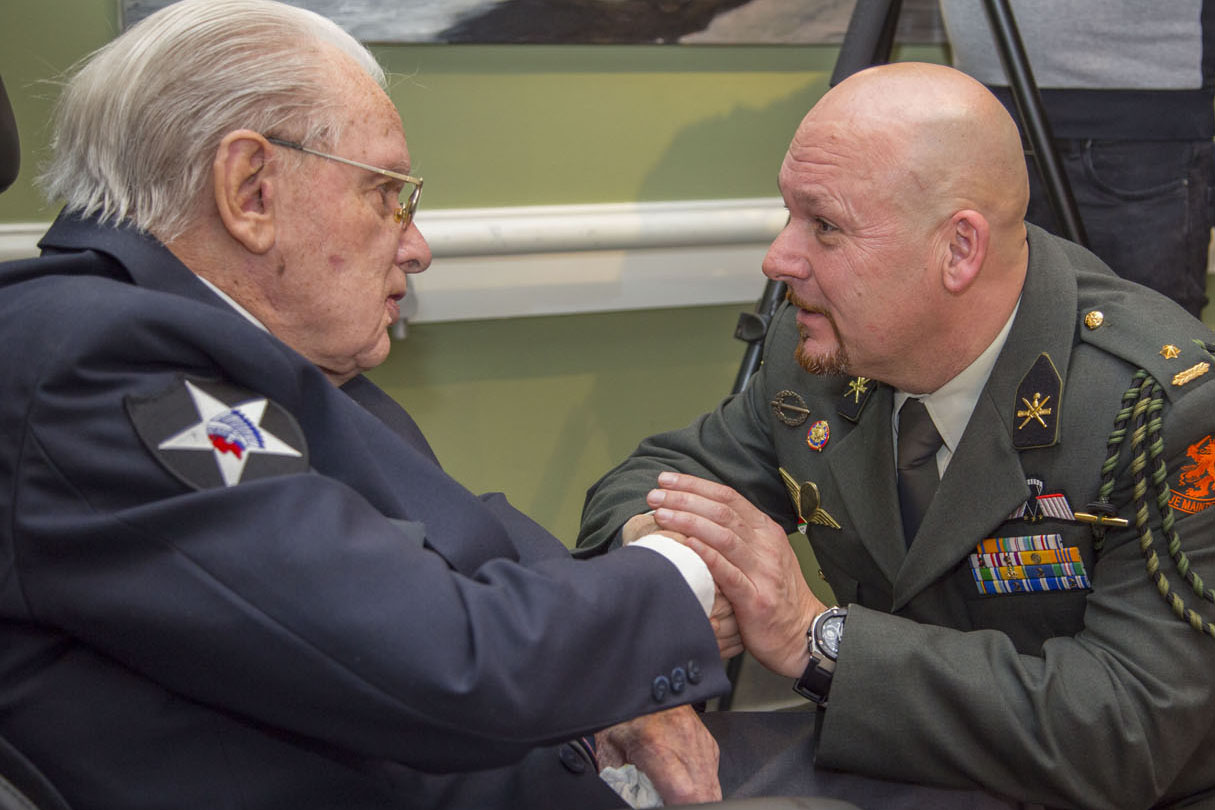
Marco Kroon tijdens een bezoek aan Bronbeek in 2018

In een interview bij EenVandaag reageerde Kroon op de beschuldigingen en feiten die plaatsvonden nadat hij in 2009 de Militaire Willems-Orde had gekregen.
Op 9 december 2019 werd Kroon door de militaire rechtbank in Arnhem veroordeeld tot een werkstraf van 100 uur voor het mishandelen van een agent en het schenden van de eerbaarheid. Kroon had volgens het OM door zijn gedrag het 'aanzien van de krijgsmacht geschaad'. Van een militair, 'zeker van een onderscheiden majoor met een indrukwekkende staat van dienst', had het ander gedrag verwacht. Kroon ging tegen de veroordeling in hoger beroep.
In mei 2020 is door Defensie besloten om de schorsing die eerder opgelegd was aan Kroon, 14 maanden na het 'Carnavalsincident' op te heffen. Ook werd besloten dat hij weer in functie zijn uniform mocht dragen. Wel werd er door het departement van Defensie een zogeheten ambtsbericht uitgebracht. Dit geldt intern als een zware sanctie voor wangedrag. Voor zijn Militaire Willems-Orde had dit alles geen gevolgen.
De Commandant der Landstrijdkrachten besloot Kroon te plaatsen bij de Inspecteur-Generaal der Krijgsmacht als stafofficier veteranenzaken.
Op 17 september 2020 werd door de militaire kantonrechter bepaald, dat Kroon een voorwaardelijke boete van 140 euro opgelegd kreeg voor het wildplasincident; eerder was deze boete onvoorwaardelijk.
Op 3 december 2020 hoorde Kroon, die in hoger beroep ging, het Openbaar Ministerie opnieuw een taakstraf van 100 uur eisen, en tevens een wildplasboete van 120 euro. Hij werd door de militaire kamer van het Arnhemse gerechtshof vervolgens veroordeeld tot 80 uur taakstraf voor de kopstoot en tot 120 euro voor het wildplassen. Kroon ging in cassatie tegen deze veroordeling in hoger beroep. Bij de Hoge Raad bleef veroordeling voor onder meer wildplassen en het geven van een kopstoot aan een agent tijdens carnaval in 2019 in stand. In 2022 was het vonnis onherroepelijk geworden, Kroon vond principieel dat ten laste gelegde niet kon worden afgedaan met een taakstraf. Hij koos er voor geen taakstraf uit te voeren maar gaf de voorkeur aan omzetting in een gevangenisstraf van 40 dagen.

### Ingrijpen bij demonstratie
Op 5 mei 2025 kwam Kroon opnieuw in het nieuws toen hij als eerste ingreep bij een ordeverstoring als gevolg van een protestactie, tijdens een toespraak van defensieminister Brekelmans op de herdenking ter ere van bevrijdingsdag in Wageningen. Vijf demonstranten deden vervolgens aangifte tegen Kroon. Volgens advocaat Willem Jebbink maakte Kroon zich schuldig aan het met geweld verstoren van een betoging. Brekelmans nam het op X op voor Kroon. De minister noemde diens ingrijpen gepast en het verstoren van de viering door de demonstranten ongepast. Op 8 juli 2025 besloot het Openbaar Ministerie Kroon niet te vervolgen. Ook de demonstranten werden niet vervolgd.

## Onderscheidingen en decoraties
- Ridder in de Militaire Willems-Orde, Ridder 4e klasse (bij Koninklijk Besluit van 8 december 2008)
- Herinneringsmedaille VN-Vredesoperaties voor deelname aan UNTAC (Cambodja)
- Herinneringsmedaille Multinationale Vredesoperaties voor deelname aan Operatie Provide Comfort (Koerdistan)
- Herinneringsmedaille Multinationale Vredesoperaties, met 2 gespen, voor deelname aan SFOR en Kosovo Force
- Herinneringsmedaille Vredesoperaties, met 4 gespen, voor deelname aan ISAF 2, Enduring Freedom, Stabilisation Force Iraq en SFOR.
- Onderscheidingsteken officier voor Langdurige, Eerlijke en Trouwe Dienst (voor 15 jaar dienst)
- Onderscheidingsteken voor Langdurige, Eerlijke en Trouwe Dienst, in brons (voor 12 jaar dienst)
- Inhuldigingsmedaille 2013
- Landmachtmedaille
- Vierdaagsekruis, met kroon (2e deelname)
- Vaardigheidsmedaille van het NOC*NSF, 2e deelname
- United Nations Medaille for UNTAC
- United Nations Medal for MINUSMA
- NAVO-medaille, met tweemaal de gesp "FORMER YUGOSLAVIA"
- NAVO-medaille, met de gesp "NON-ARTICLE 5"
- NAVO-medaille, met tweemaal de gesp "ISAF"

Kroon is gerechtigd tot het dragen van de volgende insignes (selectie):
- Parachutistenbrevet C-Ops (brevet Vrije Val C-Ops)
- Erebrevet van Parachutist van KGEN (BE)[42]
- Insigne voor Optreden onder Gevechtsomstandigheden
- Herinneringsembleem marinier (wordt alleen gedragen als men niet registratief is ingedeeld bij het Korps Mariniers)[noot 1]
- Vaardigheidsembleem Koudweertraining
- Commandokoord[noot 2]

### Bestseller 60
| Boeken met noteringen in de Nederlandse Bestseller 60 | Jaar van verschijnen | Datum van binnenkomst | Hoogste positie | Aantal weken | Opmerkingen |
| ----------------------------------------------------- | -------------------- | --------------------- | --------------- | ------------ | ----------- |
| Kroongetuige                                          | 2018                 | 28-11-2018            | 42              | 2            |             |
| Paraat                                                | 2025                 | 21-05-2025            | 3               | 3            |             |